# Geografia Tunezji

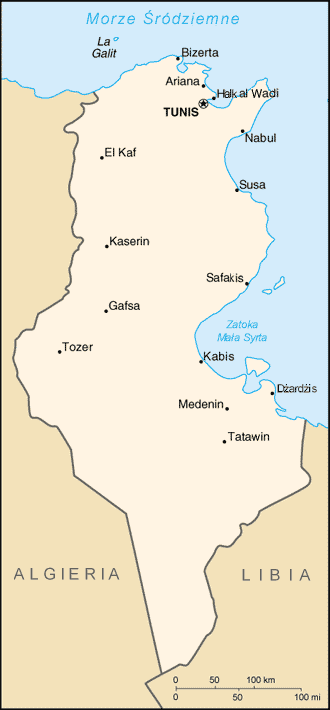
Mapa Tunezji

Tunezja (Tunis, Republika Tunezyjska - Al-Dżumhurija at-Tunisija) – państwo arabskie leżące w północnej Afryce nad Morzem Śródziemnym. Graniczy z Algierią i Libią. W latach 1881–1956 pod protektoratem Francji. Od 12 listopada 1956 w ONZ, a od 1 października 1958 roku członek Ligi Państw Arabskich. Stolicą kraju jest Tunis, a inne większe miasta to: Safakis (Sfax), Arjana (Ariana), Bizerta (Banzart), Kabis (Gabés), Susa (Sousse).

## Powierzchnia i granice

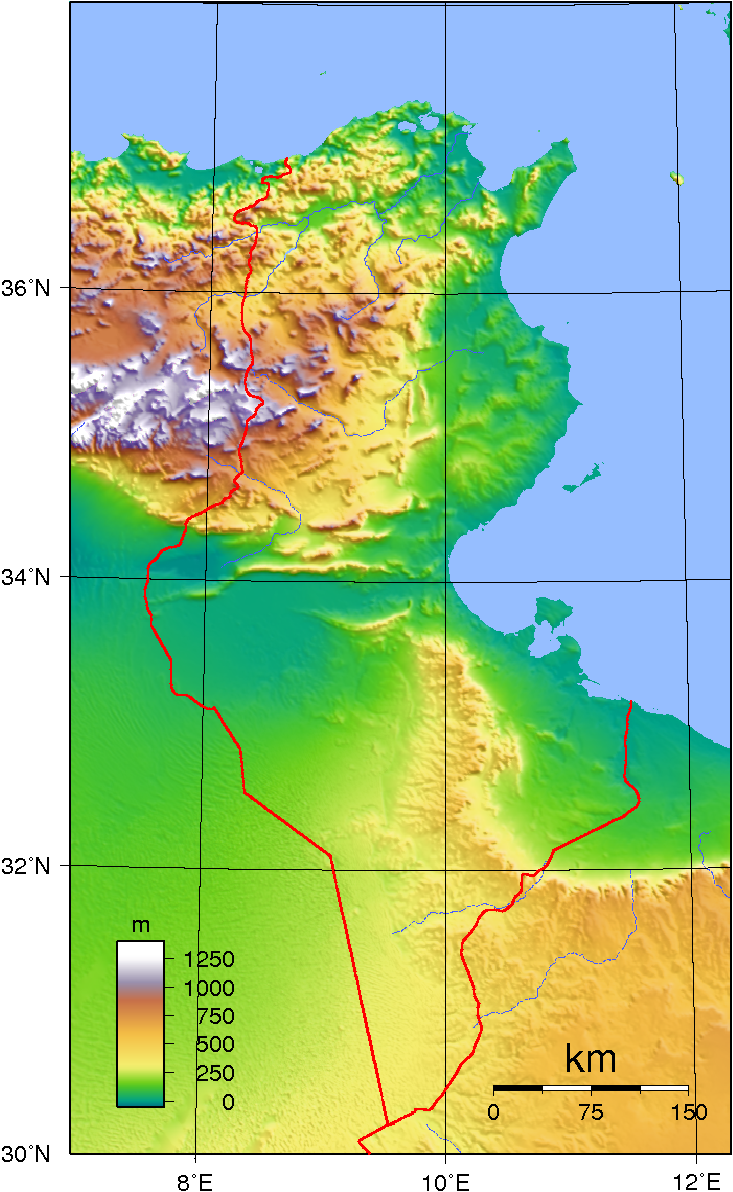
Mapa topograficzna Tunezji

Powierzchnia całkowita wynosi: 164 tys. km²
Długość granic lądowych Tunezji wynosi: 1424 km
Tunezja graniczy z:
- - Algierią 965 km
  - Libią 459 km

## Podział administracyjny

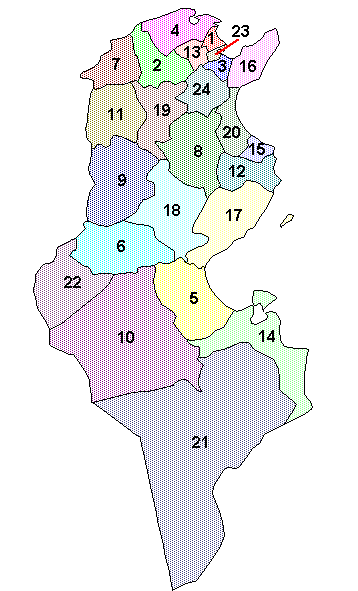
Gubernatorstwa Tunezji

Tunezja jest podzielona na 24 gubernatorstwa zwane wilajetami. Gubernatorstwa dzielą się dalej na łącznie 262 dystrykty, a te na gminy.
Lista gubernatorstw
1. Arjana
2. Badża
3. Bin Arus
4. Bizerta
5. Kabis
6. Kafsa
7. Dżunduba
8. Kairuan
9. Al-Kasrajn
10. Kibili
11. Al-Kaf
12. Al-Mahdijja
13. Manuba
14. Madanin
15. Monastyr
16. Nabul
17. Safakis
18. Sidi Bu Zajd
19. Siljana
20. Susa
21. Tatawin
22. Tauzar
23. Tunis
24. Zaghwan

## Ukształtowanie powierzchni

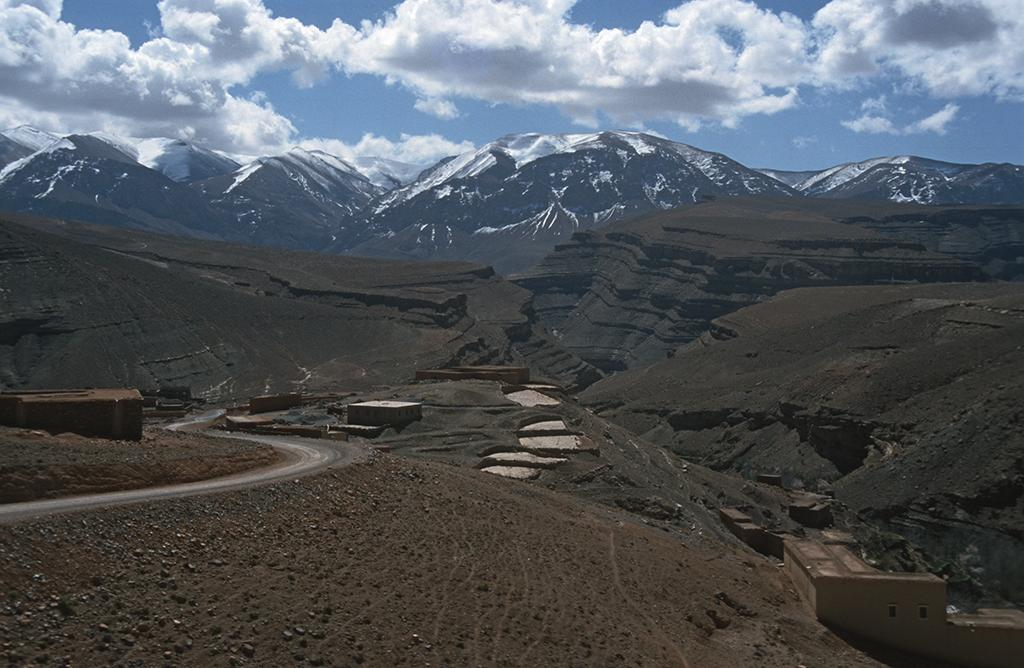
Panorama gór Atlas

Północna część kraju obejmuje wschodnie krańce Atlasu z pasmami górskimi Madżarda (900–1200 m), Tabassa i Górami Tunezyjskimi (z najwyższym szczytem kraju Dżabal asz-Szanabi), rozdzielonymi wąską żyzną doliną. Na północy góry opadają bezpośrednio do morza, ich przedłużeniem jest wysunięty w Cieśninę Sycylijską i zamykający od południa Zatokę Tuniską, górzysty półwysep Al-Watan al-Kibli z przylądkiem Ar-Ras at-Tajjib. Wśród wschodniego wybrzeża rozciąga się szeroki pas nizin z plażami i licznymi lagunami. Linia brzegowa dość dobrze rozwinięta, kilka zatok. Obszar rozciągnięty na południe od Atlasu był niegdyś zatoką Morza Śródziemnego, obecnie znajdują się tam stopniowe równiny (miejscami depresje do –17 m) z okresowymi jeziorami. Nad Morzem Śródziemnym, przy granicy libijskiej rozciąga się nizina Al-Dżifara, ku zachodowi przechodząca w silnie zerodowany płaskowyż Az-Zahr (do 700 m). Południową i południowo-zachodnią część kraju zajmuje fragment Wielkiego Ergu Wschodniego.

## Klimat
Na wybrzeżu klimat śródziemnomorski. Na wschodnim wybrzeżu bardziej suchy. Na północy występuje klimat podzwrotnikowy, od pośredniego między morskim a kontynentalnym, na południu zwrotnikowy skrajnie suchy-kontynentalny. Temperatura maksymalna od 15-17 °C (styczeń) do 31-37 °C (wyjątkowo 45-50 °C) w lipcu. Temperatura minimalna na wybrzeżu od 7-9 °C (styczeń, skrajnie 0-5 °C) do 21 °C (sierpień), w pozostałej części kraju 4-5 °C (-2-5 °C) do 22-23 °C. Roczna suma opadów 400–600 mm w Atlasie i 100–200 mm na południu od niego. Pora deszczowa od października do marca-kwietnia. Z pustyni wieje niosący pył wiatr sirocco, który w górach nabiera cech fenu, silnie odczuwany na wybrzeżu, gdzie zwykle wieje bryza morska.

## Wody

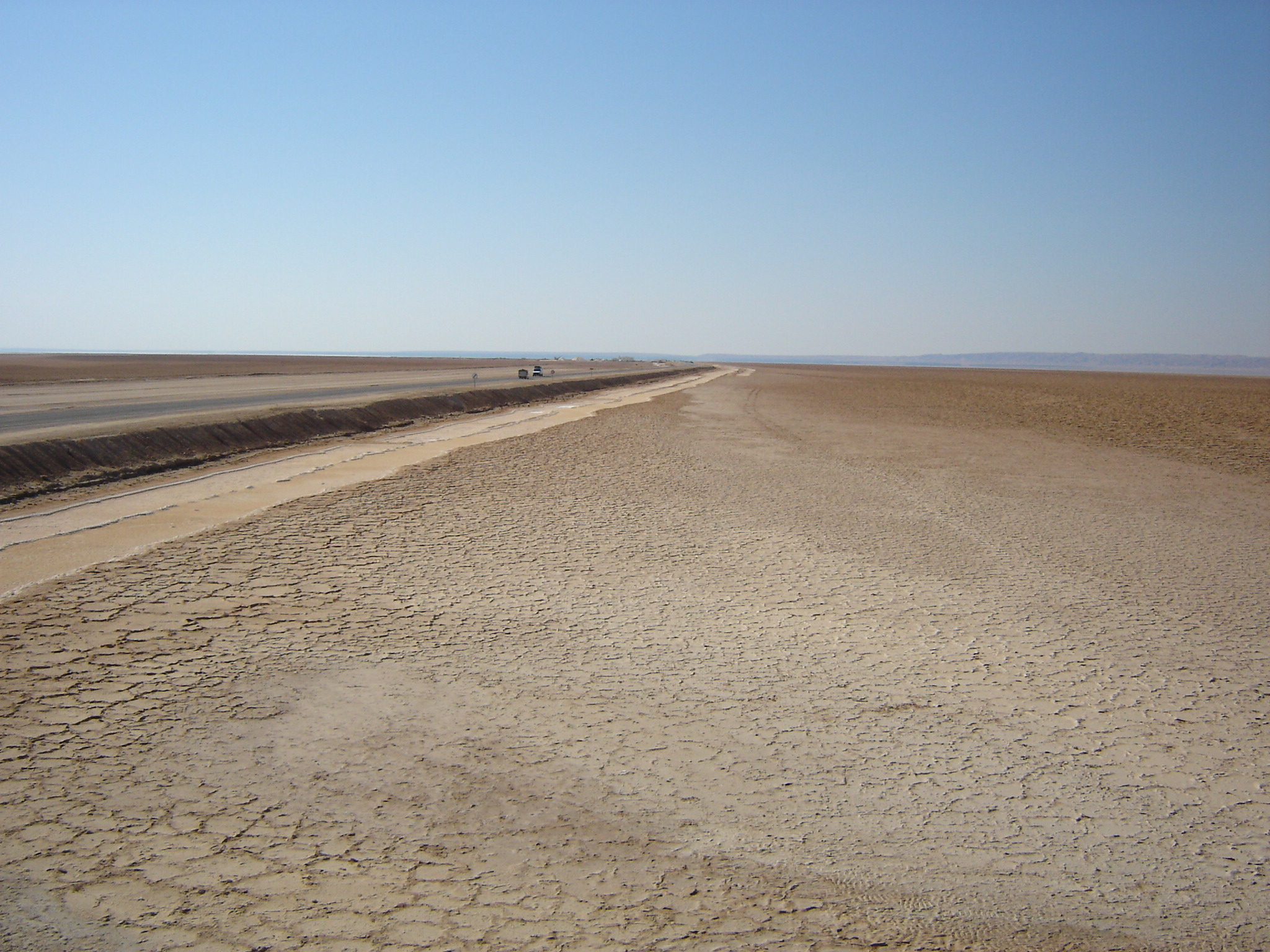
Największe słone i bezodpływowe jezioro w środkowo-zachodniej Tunezji – Wielki Szott

Północna i wschodnia część Tunezji jest odwadniana do Morza Śródziemnego, wnętrze i południe kraju zajmują obszary bezodpływowe. Rzeki stałe występują tylko na północy i uchodzą do Zatoki Tuniskiej. W górach leży jezioro Bizerta oraz liczne sztuczne zbiorniki wodne. Szotty mają charakter okresowych, słonych bagien, zasilanych okresowymi rzekami. W sąsiedztwie Wielkiego Szottu występują obfite wody artezyjskie, wykorzystane w oazach.

## Świat roślinny

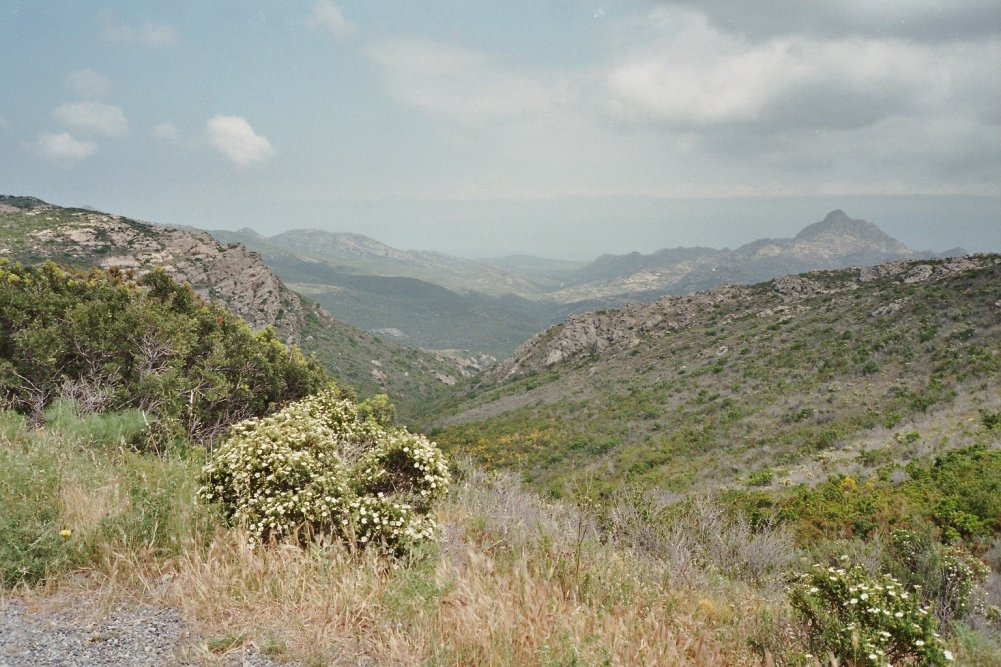
Na nizinach kraju występuje roślinność typu makia

Na północy kraju występuje roślinność śródziemnomorska. Na nizinie zarośla typu makii lub kultury subtropikalne. W górach Madżarda zachowały się lasy złożone z dębu korkowego, a w górach Dżibal at-Tabursuk lasy z dębem ostrolistnym i sosną alpejską (lesistość kraju wynosi 4%). W środkowej i południowej części kraju panują półpustynie trawiaste z ostnicą esparto lub piołunowe. W zasolonych obniżeniach występują skupiska halofitów.

## Świat zwierzęcy

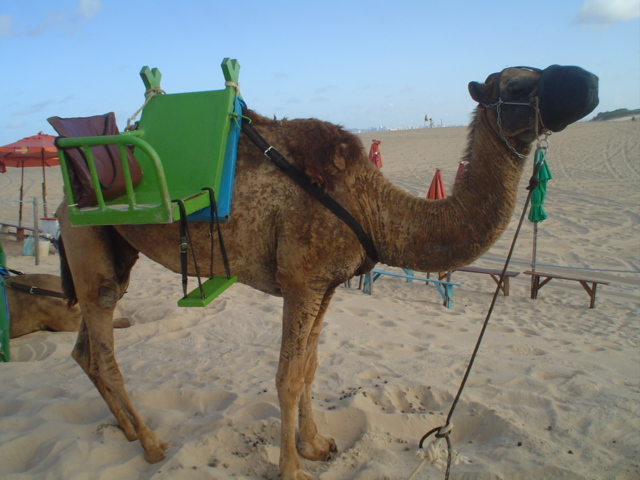
Wielbłądy odgrywają ważną rolę w turystyce Tunezji

Występują tu m.in.: szczuroskoczki, wielbłąd, szakal, serwal, dzik, arui, antylopa oraz gazele. U wybrzeży Morza Śródziemnego spotyka się mniszkę śródziemnomorską, finwala i morświna.

## Ochrona środowiska naturalnego
Głównym zagrożeniem środowiska naturalnego są: niewłaściwa gospodarka ściekami i odpadami oraz niekontrolowane stosowanie nawozów sztucznych. System ochrony przyrody obejmuje 7 parków narodowych o łącznej powierzchni ok. 500 km². Od kilku lat w górach prowadzi się zalesienia.

## Demografia
W 2014 roku w Tunezji mieszkało 10 982 754 ludzi. Przyrost naturalny wynosi 0,86% (szacunki na rok 2016). Głównymi miastami Tunezji są Tunis, Safakis (Sfax), Arjana (Ariana), Bizerta (Banzart), Kabis (Gabés), Susa (Sousse), Kairuan.

### Struktura etniczna
- Arabowie: 98%
- Berberowie: 1%
- inni: 1%

### Struktura religijna
- Muzułmanie: 98%
- Chrześcijanie: 1%
- inni: 1%

### Urbanizacja

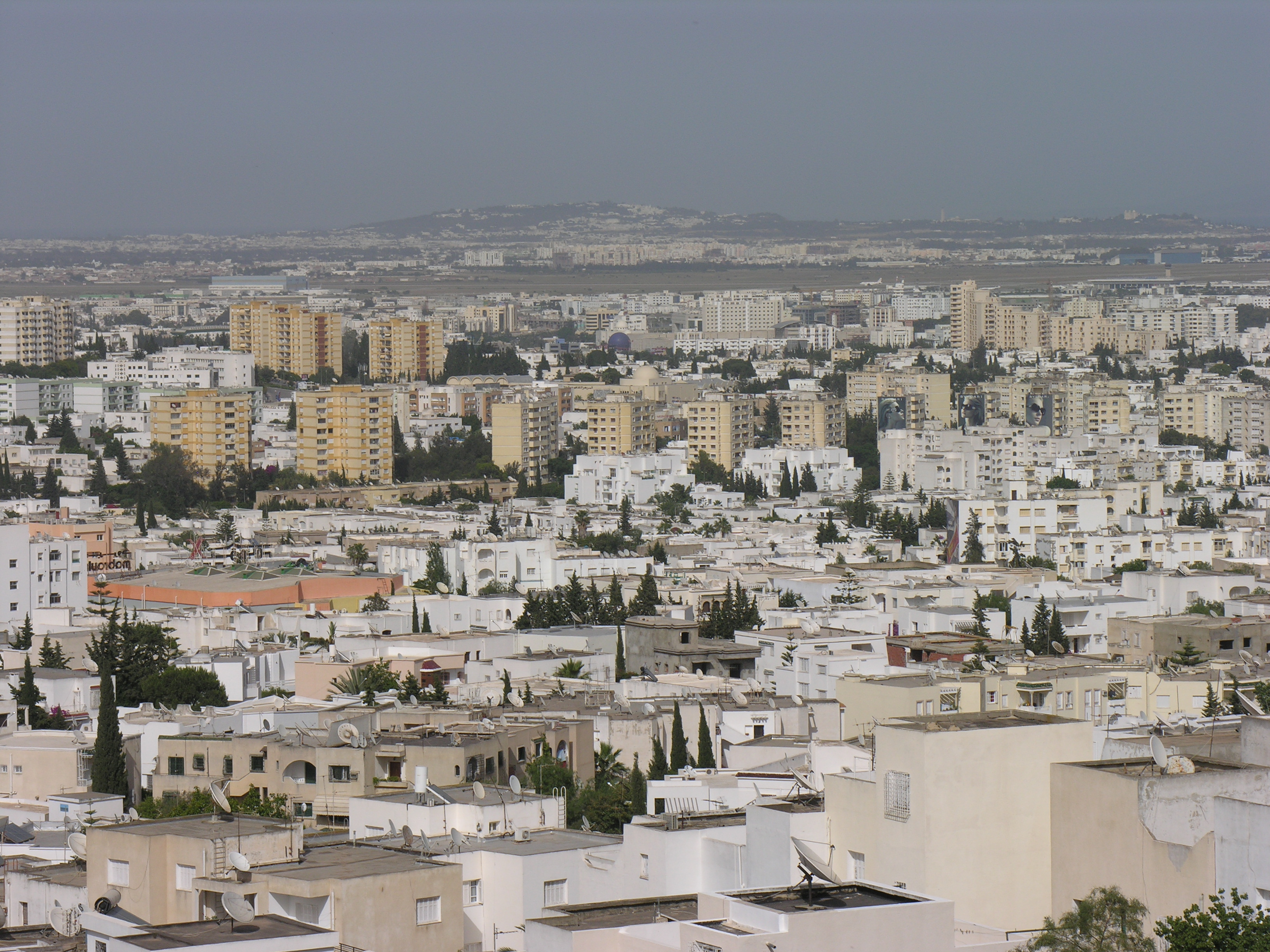
Stolica kraju Tunis

- Miasto: 64%
- Wieś: 36%

### Struktura wiekowa mieszkańców
- do 14 lat: 25%
- 15-64 lat: 68%
- Powyżej 65 lat: 7%

### Przewidywana długość życia
- kobiety: 77 lat
- mężczyźni: 73 lata